# Cretaxenomerus deangelis
Cretaxenomerus deangelis (лат.) — вид ископаемых мелких наездников из семейства †Protoitidae надсемейства хальцид (Chalcidoidea). Обнаружен в меловом ливанском янтаре (около 130 млн лет). Один из древнейших представителей надсемейства Chalcidoidea. Видовой эпитет является патронимом в честь биолога Eric Deangelo.

## Описание
Мелкие перепончатокрылые насекомые (длина 1,179 мм). Усики 14-члениковые. Самка Cretaxenomerus deangelis отличается от самок других видов рода следующим сочетанием признаков: форма головной капсулы, которая в дорсальном виде длиннее ширины; мезоскутум с нотаулями; базальная ячейка передних крыльев узкая, а краевые ячейки короткие; синтергум короткий. Булава усиков 2-сегментная. Вид был впервые описан в 2023 году группой палеоэнтомологов из Германии, Китая, Ливана и Чехии. Как и другие таксоны из Protoitidae это древнейшие (с возрастом около 130 млн лет) представители надсемейства Chalcidoidea.